# Zwemmen op de Olympische Zomerspelen 2024 – 1500 meter vrije slag vrouwen
De 1500 meter vrije slag vrouwen op de Olympische Zomerspelen 2024 vond plaats 30 en 31 juli 2024 in de Paris La Défense Arena. Regerend olympisch kampioen was Katie Ledecky uit de Verenigde Staten.

## Records
Voorafgaand aan het toernooi waren dit het wereldrecord en het olympisch record
| Wereldrecord     | Katie Ledecky | 15.20,48 | Indianapolis | 16 mei 2018  |
| Olympisch record | Katie Ledecky | 15.35,35 | Tokio        | 26 juli 2021 |

## Uitslagen
De acht snelste zwemmers in de series kwalificeerden zich voor de finale.

### Series
| Rang | Serie | Baan | Naam                     | Land             | Tijd     | Bijz. |
| ---- | ----- | ---- | ------------------------ | ---------------- | -------- | ----- |
| 1    | 3     | 4    | Katie Ledecky            | Verenigde Staten | 15.47,43 | Q     |
| 2    | 2     | 2    | Simona Quadarella        | Italië           | 15.51,19 | Q     |
| 3    | 2     | 5    | Anastasiya Kirpichnikova | Frankrijk        | 15.52,46 | Q     |
| 4    | 2     | 3    | Isabel Gose              | Duitsland        | 15.53,27 | Q     |
| 5    | 2     | 6    | Moesha Johnson           | Australië        | 16.04,02 | Q     |
| 6    | 3     | 5    | Li Bingjie               | China            | 16.05,26 | Q     |
| 7    | 3     | 2    | Beatriz Dizotti          | Brazilië         | 16.05,40 | Q     |
| 8    | 3     | 1    | Leonie Märtens           | Duitsland        | 16.08,69 | Q     |
| 9    | 1     | 5    | Gan Ching Hwee           | Singapore        | 16.10,13 | NR    |
| 10   | 3     | 6    | Katie Grimes             | Verenigde Staten | 16.12,11 |       |
| 11   | 2     | 1    | Ginevra Taddeucci        | Italië           | 16.12,45 |       |
| 12   | 2     | 7    | Eve Thomas               | Nieuw-Zeeland    | 16.13,74 |       |
| 13   | 2     | 2    | Gao Weizhong             | China            | 16.27,11 |       |
| 14   | 1     | 4    | Kristel Köbrich          | Chili            | 16.27,18 |       |
| 15   | 3     | 7    | Vivien Jackl             | Hongarije        | 16.31,25 |       |
| 16   | 1     | 3    | Sasha Gatt               | Malta            | 17.00,54 |       |
| –    | 3     | 3    | Lani Pallister           | Australië        | DNS      |       |

### Finale
| Rang   | Naam | Land                     | Tijd             | Baan     | Bijz. |
| ------ | ---- | ------------------------ | ---------------- | -------- | ----- |
| Goud   | 4    | Katie Ledecky            | Verenigde Staten | 15.30,02 | OR    |
| Zilver | 3    | Anastasiya Kirpichnikova | Frankrijk        | 15.40,35 |       |
| Brons  | 6    | Isabel Gose              | Duitsland        | 15.41,16 | NR    |
| 4      | 5    | Simona Quadarella        | Italië           | 15.44,05 |       |
| 5      | 7    | Li Bingjie               | China            | 16.01,03 |       |
| 6      | 2    | Moesha Johnson           | Australië        | 16.02,70 |       |
| 7      | 1    | Beatriz Dizotti          | Brazilië         | 16.02,86 |       |
| 8      | 8    | Leonie Märtens           | Duitsland        | 16.12,57 |       |